# Tricykliska antidepressiva

Strukturformel för amitriptylin, en läkemedelssubstans i gruppen tricykliska antidepressiva.

Tricykliska antidepressiva, TCA, är en klass av antidepressiva läkemedel. De har sitt namn efter sin kemiska struktur, och de är heterocykliska föreningar med tre atomringar. En närbesläktad grupp av läkemedel är tetracykliska antidepressiva (TeCA), med fyra ringar.
TCA började användas som läkemedel under 1950-talet och var fram till början av 1990-talet de dominerande läkemedlen mot depression. TCA har en bred verkan, genom att de påverkar flera olika signalsystem i hjärnan. TCA ökar halterna av serotonin och noradrenalin och påverkar i viss utsträckning effekter av signalsubstanserna acetylkolin och dopamin. Det innebär att verkan av TCA är mindre specifik än nyare antidepressiva som SSRI, som enbart ökar halten av serotonin. TCA är effektiva mot depression, men har fler biverkningar och är mycket giftiga vid överdosering.
TCA verkar på samma sätt som SNRI genom att hindra återupptaget av monoaminerna serotonin och noradrenalin, men är mindre specifika då de även påverkar signalsubstanserna histamin och acetylkolin. Den receptorblockerande effekten hos t.ex. amitriptylin och trimipramin har en mer akut ångestdämpande effekt.
När TCA var de vanligaste antidepressiva, fram till början av 1990-talet, var de relativt vanligen förekommande i samband med självmord och självmordsförsök genom intag av läkemedel. Detta var en bidragande orsak till att andra läkemedel som SSRI föredras när så är möjligt.

## Lista över preparat

### Preparat som tillhandahålls i Sverige
- Klomipramin (Anafranil)
- Amitriptylin (Saroten, tidigare också Tryptizol och Larozyl)
- Nortriptylin (Sensaval)

### Preparat som tidigare tillhandahålits i Sverige
- Imipramin (Tofranil - det första TCA som kom 1957)
- Desipramin (Pertofrin)
- Trimipramin (Surmontil)
- Lofepramin (Tymelyt)
- Protriptylin (Concordin)